# 帕内蒂耶里
帕内蒂耶里（義大利語：Panettieri），是意大利科森扎省的一个市镇。总面积14平方公里，人口343人，人口密度24.5人/平方公里（2009年）。ISTAT代码为078090。